# Crepidophryne epiotica
Crepidophryne epiotica är en groddjursart som först beskrevs av Cope 1875.  Crepidophryne epiotica ingår i släktet Crepidophryne och familjen paddor. IUCN kategoriserar arten globalt som livskraftig. Inga underarter finns listade i Catalogue of Life.